# Maidla (Saue)
Maidla – wieś w Estonii, w prowincji Harju, w gminie Saue.